# Conn Smythe Trophy

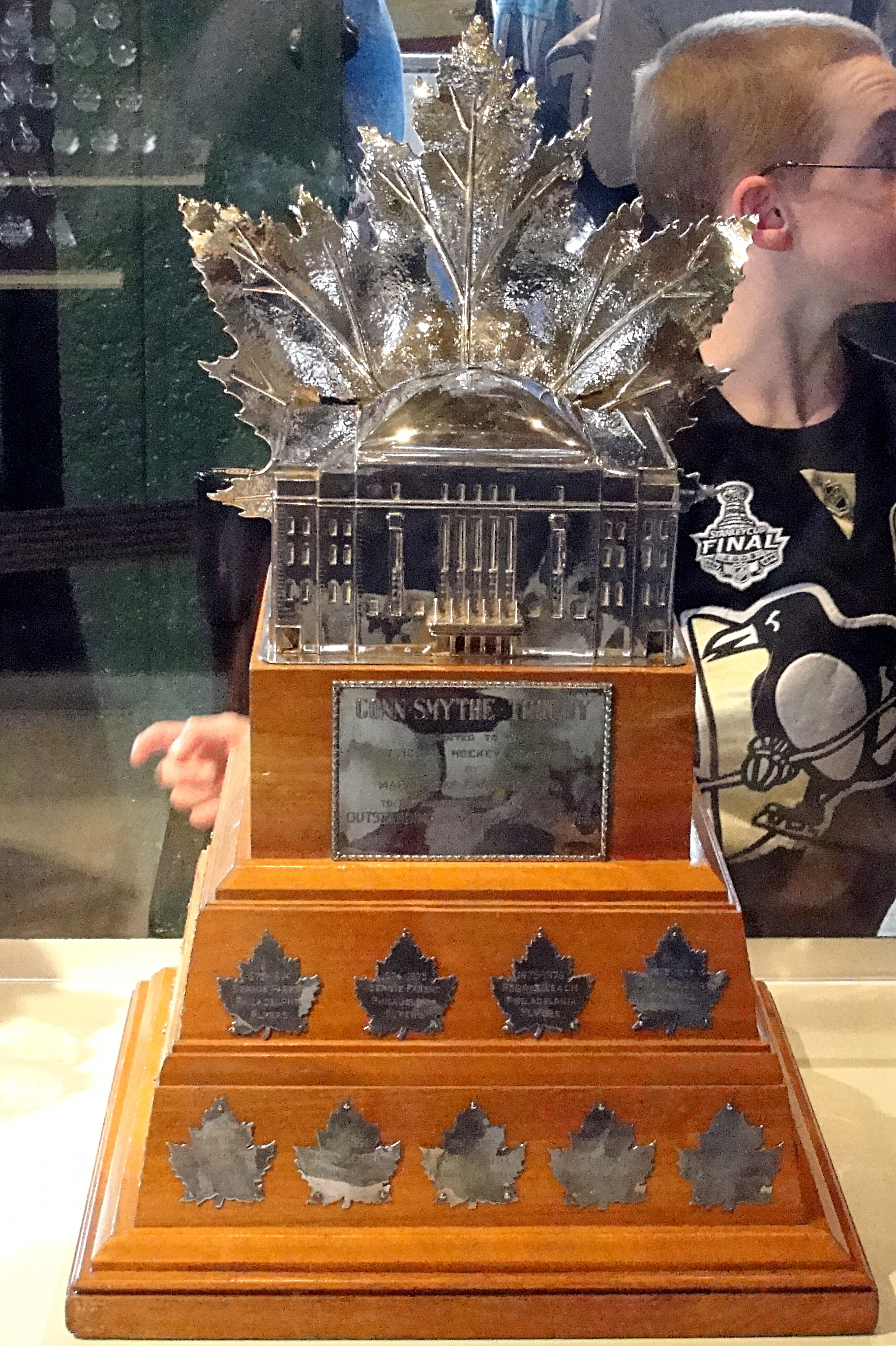
Conn Smythe Trophy

Conn Smythe Trophy je ocenění udělované od roku 1965 nejužitečnějšímu hráči play off NHL.

## Historie
K uctění zásluh svého bývalého kouče, manažera, prezidenta a spolumajitele věnoval v roce 1964 klub Toronto Maple Leafs trofej nazvanou jeho jménem - Conn Smythe Trophy.
Trofej se stala jakousi obdobou Hart Memorial Trophy, ale nejužitečnější hráč je v ní hodnocen jen na základě výkonů v play off. O udělení této trofeje rozhodují reportéři NHL, kteří cenu předávají ihned po ukončení posledního finálového zápasu Stanley Cupu.

## Vítězové
| Conn Smythe Trophy - (nejužitečnější hráč play off) |                        |                                             |
| Sezóna                                              | Hráč                   | Tým                                         |
| 1964–1965                                           | Jean Béliveau          | Montreal Canadiens                          |
| 1965–1966                                           | Roger Crozier          | Detroit Red Wings (hráč poraženého týmu)    |
| 1966–1967                                           | Dave Keon              | Toronto Maple Leafs                         |
| 1967–1968                                           | Glenn Hall             | St. Louis Blues (hráč poraženého týmu)      |
| 1968–1969                                           | Serge Savard           | Montreal Canadiens                          |
| 1969–1970                                           | Bobby Orr              | Boston Bruins                               |
| 1970–1971                                           | Ken Dryden             | Montreal Canadiens                          |
| 1971–1972                                           | Bobby Orr              | Boston Bruins                               |
| 1972–1973                                           | Yvan Cournoyer         | Montreal Canadiens                          |
| 1973–1974                                           | Bernie Parent          | Philadelphia Flyers                         |
| 1974–1975                                           | Bernie Parent          | Philadelphia Flyers                         |
| 1975–1976                                           | Reg Leach              | Philadelphia Flyers (hráč poraženého týmu)  |
| 1976–1977                                           | Guy Lafleur            | Montreal Canadiens                          |
| 1977–1978                                           | Larry Robinson         | Montreal Canadiens                          |
| 1978–1979                                           | Bob Gainey             | Montreal Canadiens                          |
| 1979–1980                                           | Bryan Trottier         | New York Islanders                          |
| 1980–1981                                           | Butch Goring           | New York Islanders                          |
| 1981–1982                                           | Mike Bossy             | New York Islanders                          |
| 1982–1983                                           | Billy Smith            | New York Islanders                          |
| 1983–1984                                           | Mark Messier           | Edmonton Oilers                             |
| 1984–1985                                           | Wayne Gretzky          | Edmonton Oilers                             |
| 1985–1986                                           | Patrick Roy            | Montreal Canadiens                          |
| 1986–1987                                           | Ron Hextall            | Philadelphia Flyers (hráč poraženého týmu)  |
| 1987–1988                                           | Wayne Gretzky          | Edmonton Oilers                             |
| 1988–1989                                           | Al MacInnis            | Calgary Flames                              |
| 1989–1990                                           | Bill Ranford           | Edmonton Oilers                             |
| 1990–1991                                           | Mario Lemieux          | Pittsburgh Penguins                         |
| 1991–1992                                           | Mario Lemieux          | Pittsburgh Penguins                         |
| 1992–1993                                           | Patrick Roy            | Montreal Canadiens                          |
| 1993–1994                                           | Brian Leetch           | New York Rangers                            |
| 1994–1995                                           | Claude Lemieux         | New Jersey Devils                           |
| 1995–1996                                           | Joe Sakic              | Colorado Avalanche                          |
| 1996–1997                                           | Mike Vernon            | Detroit Red Wings                           |
| 1997–1998                                           | Steve Yzerman          | Detroit Red Wings                           |
| 1998–1999                                           | Joe Nieuwendyk         | Dallas Stars                                |
| 1999–2000                                           | Scott Stevens          | New Jersey Devils                           |
| 2000–2001                                           | Patrick Roy            | Colorado Avalanche                          |
| 2001–2002                                           | Nicklas Lidström       | Detroit Red Wings                           |
| 2002–2003                                           | Jean-Sébastien Giguère | Anaheim Mighty Ducks (hráč poraženého týmu) |
| 2003–2004                                           | Brad Richards          | Tampa Bay Lightning                         |
| 2004–2005                                           | Neudělena pro stávku   |                                             |
| 2005–2006                                           | Cam Ward               | Carolina Hurricanes                         |
| 2006–2007                                           | Scott Niedermayer      | Anaheim Ducks                               |
| 2007–2008                                           | Henrik Zetterberg      | Detroit Red Wings                           |
| 2008–2009                                           | Jevgenij Malkin        | Pittsburgh Penguins                         |
| 2009–2010                                           | Jonathan Toews         | Chicago Blackhawks                          |
| 2010–2011                                           | Tim Thomas             | Boston Bruins                               |
| 2011–2012                                           | Jonathan Quick         | Los Angeles Kings                           |
| 2012–2013                                           | Patrick Kane           | Chicago Blackhawks                          |
| 2013–2014                                           | Justin Williams        | Los Angeles Kings                           |
| 2014–2015                                           | Duncan Keith           | Chicago Blackhawks                          |
| 2015–2016                                           | Sidney Crosby          | Pittsburgh Penguins                         |
| 2016–2017                                           | Sidney Crosby          | Pittsburgh Penguins                         |
| 2017–2018                                           | Alexandr Ovečkin       | Washington Capitals                         |
| 2018–2019                                           | Ryan O'Reilly          | St. Louis Blues                             |
| 2019–2020                                           | Victor Hedman          | Tampa Bay Lightning                         |
| 2020–2021                                           | Andrej Vasilevskij     | Tampa Bay Lightning                         |
| 2021–2022                                           | Cale Makar             | Colorado Avalanche                          |
| 2022–2023                                           | Jonathan Marchessault  | Vegas Golden Knights                        |
| 2023–2024                                           | Connor McDavid         | Edmonton Oilers (hráč poraženého týmu)      |
| 2024–2025                                           | Sam Bennett            | Florida Panthers                            |
| Zdroj na eliteprospects.com                         |                        |                                             |